# Król Lear
Król Lear (ang. King Lear) – tragedia Williama Shakespeare’a, prawdopodobnie napisana w roku 1605. Fabuła dramatu oparta jest na legendzie o Llyrze, mitycznym królu Brytanii. Bezpośrednim źródłem inspiracji była anonimowa sztuka o królu Learze, wystawiana w czasach Szekspira. Król Lear uznawany jest za jedno z największych osiągnięć Szekspira.

## Wydanie
Sztuka ta została wydana w Pierwszym Folio w 1623 roku. Można ją było także znaleźć w Fałszywym Folio. Wcześniej została wprawdzie wydana jako quarto, ale było to wydanie z licznymi błędami.

## Treść

### Czas i miejsce akcji
Akcja dramatu dzieje się w legendarnych czasach XXXII wieku od stworzenia świata (VIII w. p.n.e.) w Brytanii. Shakespeare stara się nadać dramatowi aurę pradawności, odpowiednio kreśląc realia i stylizując język. Wydarzenia rozgrywają się w Brytanii: w pałacu króla Leara, pałacu księcia Albany, zamku hrabiego Gloucestera, w samotnej chacie w dzikiej okolicy, w obozach francuskim i brytańskim w okolicy Dover.

### Postacie[4]
- Król Lear – król Brytanii
- Goneril – najstarsza córka króla Leara
- Książę Albany – mąż Gonerili
- Oswald, marszałek Gonerili
- Regana – druga córka króla Leara
- Książę Cornwall – mąż Regany
- Kordelia – najmłodsza córka króla Leara
- Król Francji – kandydat do ręki, a potem mąż Kordelii
- Hrabia Kent – wierny sługa króla Leara
- Błazen królewski
- Hrabia Gloucester
- Edgar – syn Gloucestera
- Edmund – nieślubny syn Gloucestera

### Fabuła

#### Akt I

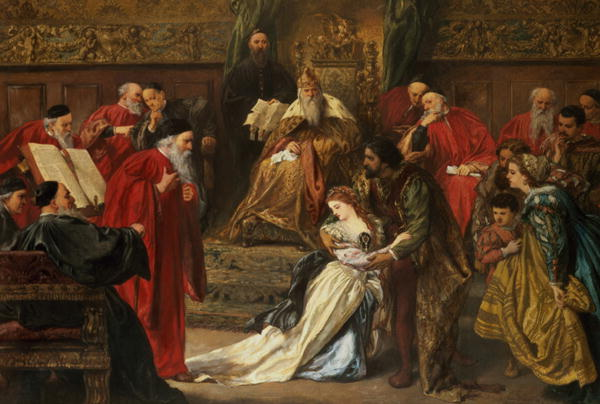
John-Gilber, Kordelia na sądzie króla Leara (1873).

Lear, król Brytanii, zmęczony latami panowania, pragnie zrzec się władzy na rzecz swoich córek, Goneril, Regan i Kordelii: postanawia podzielić królestwo pomiędzy nie, a sam zamierza korzystać na zmianę z gościny u każdej. Pyta więc córek, jakim darzą go uczuciem. Najstarsza, Goneril, wyraża w ozdobnych słowach miłość do ojca. Przywiązanie deklaruje też Regan. Obie wraz z mężami, książętami Albany i Cornwall, otrzymują swoją część ziemi. Kiedy nadchodzi kolej najmłodszej siostry, ta nie znajduje właściwych słów, aby mówić o uczuciach; stwierdza szczerze, że kocha ojca i nic więcej. Rozwścieczony Lear wydziedzicza Kordelię i dzieli jej udział między starsze siostry.
Hrabia Kent, poddany króla, sprzeciwia się niesprawiedliwemu traktowaniu Kordelii i zostaje wypędzony z kraju. Lear informuje o wydziedziczeniu córki kandydatów do jej ręki: księcia Burgundii i króla Francji. Książę Burgundii wycofuje się, ale król Francji jest pod wrażeniem uczciwości Kordelii i decyduje się ją poślubić.
Tymczasem na zamku hrabiego Gloucester Edmund, bękart hrabiego, planuje usunąć swojego starszego brata Edgara. Oszukuje ojca sfałszowanym listem, który sugeruje, że Edgar chce pozbyć się ojca i przejąć rodzinny majątek.
Gdy Król Lear zgodnie z umową udaje się do zamku księcia Albany i Gonerili, odkrywa, że córka przestała go poważać. Traktowany jest ozięble, oskarżany o złe zachowanie. Goneril domaga się zmniejszenia liczebności królewskiego orszaku. Król przeklina ją i postanawia przenieść się do zamku Regany. Towarzyszą mu Błazen, który z goryczą komentuje nierozsądną decyzję Leara o zrzeczeniu się władzy, i Kent, który mimo wygnania powrócił do króla w przebraniu, aby nadal mu służyć.

#### Akt II
Na zamku hrabiego Gloucester Edmund realizuje spisek przeciw bratu. Wmawia Edgarowi, że ojciec jest na niego zły i każe mu uciekać. Przed hrabią natomiast oskarża Edgara o zamiar ojcobójstwa. Gloucester daje się zwieść, wydziedzicza Edgara i ogłasza go banitą. Tym samym Edmund zostaje jedynym dziedzicem majątku.
Regan i jej mąż, aby nie gościć ojca u siebie, opuszczają swój zamek i udają się z wizytą do hrabiego Gloucester. Jest z nimi Kent, teraz posłaniec królewski, który wdaje się w utarczkę z Oswaldem, posłańcem Gonerili, i na rozkaz Regany i jej męża zostaje zakuty w dyby.
Kiedy Lear przybywa, protestuje przeciw takiemu traktowaniu jego posłańca, ale Regan jest lekceważąca wobec ojca. Gdy pojawia się i Goneril, dla Leara jest już jasne, że obie córki odwróciły się od niego. Domagają się, aby zrzekł się wszelkich pretensji i zupełnie zrezygnował z orszaku. Oszalały z bólu Lear porzuca zamek Gloucester i wybiega sam w burzliwą noc.

#### Akt III

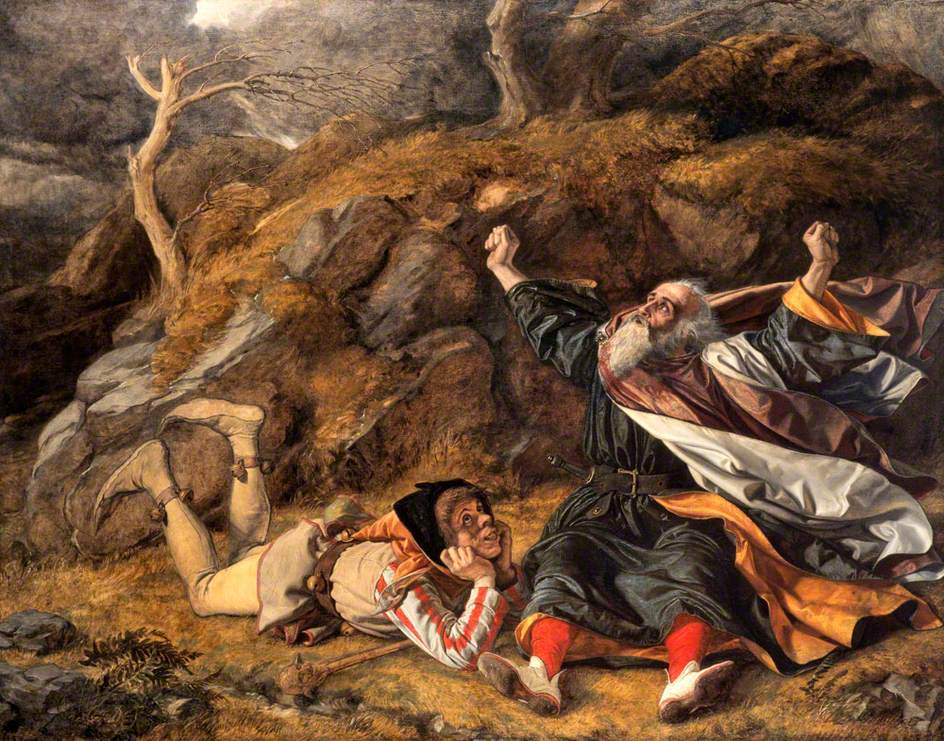
William Dyce, Król Lear i błazen (ok. 1851).

Wśród szalejącej burzy Lear w towarzystwie Błazna i Kenta trafia do chaty, w której ukrywa się Edgar. Wygnaniec z Gloucester udaje szaleńca pod przybranym imieniem Toma Bedlama.
Tymczasem hrabia Gloucester, widząc, jak córki potraktowały króla, chce mu pomóc. Wie, że z Francji przybywa odsiecz i król może odzyskać tron. Edmund, którego ambicji nie zaspokoiło zajęcie miejsca brata, donosi księciu Cornwall, że jego ojciec spiskuje z Francuzami. Za swój czyn otrzymuje tytuł hrabiowski.
Gloucester odnajduje Leara w towarzystwie Edgara, którego nie rozpoznaje. Zabiera obu do zamku i wyprawia ich do Dover, gdzie już gromadzą się sojusznicze oddziały francuskie. Sam zostaje aresztowany jako zdrajca, a Regan i książę Cornwall wyłupują mu oczy. Na widok tego okrucieństwa jeden ze sług atakuje księcia Cornwall, rani go śmiertelnie, a sam ginie z ręki Regany. Ona też wyjawia hrabiemu Gloucester, że wydał go jego ukochany syn, Edmund. Słudzy, widząc okrucieństwo, wyprawiają potajemnie oślepionego hrabiego wraz z Edgarem, cały czas udającym wariata.

#### Akt IV
Niewidomy Gloucester, wciąż nie rozpoznając syna, zatrudnia go jako przewodnika do Dover, gdzie chce rzucić się z klifu do morza. Edgar, patrząc z bólem na rozpacz ojca, postanawia się nim opiekować.
Goneril i Regan zaczynają rywalizować ze sobą o względy Edmunda. Goneril odkrywa w nim to, czego brakuje jej mężowi: pewność siebie i bezwzględność. Pisze do niego list, w którym zleca mu morderstwo księcia Albany. Świeżo owdowiała Regan także interesuje się nowym hrabią Gloucester.
Edgar udaje, że wiedzie Gloucestera na skraj urwiska i pozwala mu skoczyć. Potem mówi Gloucesterowi, że cudem przeżył upadek z wysokości. Pojawia się Oswald, sługa Gonerili, i próbuje zabić Gloucestera, ale sam ginie z ręki Edgara. W kieszeni Oswalda Edgar znajduje list od Gonerili, zachęcający Edmunda do zabicia jej męża i zajęcia jego miejsca.
W obozie francuskim pod Dover stacjonują już wojska francuskie, a wraz z nimi Kordelia. Także obłąkany Lear jest już w mieście. Wyrzeka na niesprawiedliwy i skorumpowany świat, wstydzi się spotkać z córką, którą niegdyś tak okrutnie potraktował. Gdy Kent i  Kordelia odnajdują go i otaczają opieką, jego szaleństwo powoli przemija.

#### Akt V

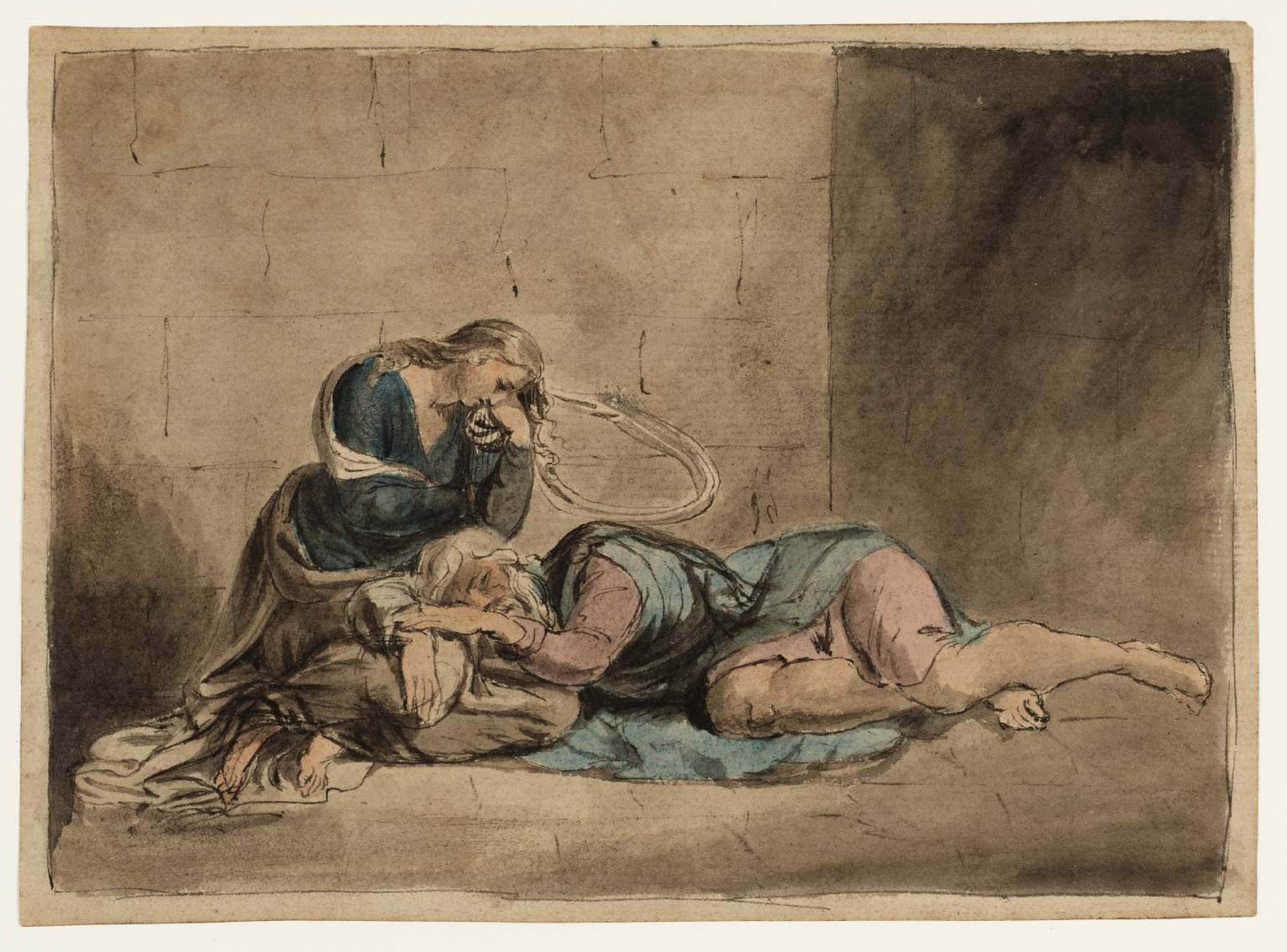
William Blake, Lear i Kordelia w więzieniu (ok. 1779)

Wojska brytyjskie gromadzą się pod Dover i szykują do walnej bitwy. Dwie siostry pożądają Edmunda, który każdej z nich złożył miłosną przysięgę. W obozie pojawia się Edgar i przekazuje księciu Albany list Gonerili, znaleziony przy zabitym Oswaldzie.
Francuzi przegrywają bitwę, a Lear i Kordelia dostają się do niewoli. Edmund posyła za nimi do więzienia oficera z rozkazem dokonania egzekucji. Gdy pojawiają się obie siostry i Albany, ten ostatni domaga się sprawiedliwego sądu nad Learem i Kordelią. Edmund jednak nie chce oddać więźniów. Aby wzmocnić jego pozycję w sporze, Regan deklaruje, że weźmie go za męża, na co Albany ogłasza Edmunda zdrajcą. Na wezwanie herolda pojawia się Edgar w przebraniu rycerskim, wymawia Edmundowi zdradę i rani go w pojedynku. Albany ujawnia list Gonerili, a Edmund przyznaje się do intrygi. Edgar wyjawia swoją tożsamość i dochodzi do pojednania braci.
Tymczasem kolejni posłańcy przynoszą tragiczne wiadomości. Regan nie żyje, otruta z zazdrości przez Gonerilę, a sama Goneril popełniła samobójstwo, gdy jej podstępne plany legły w gruzach. Gdy Edmund przyznaje, że kazał sfingować samobójstwo Kordelii, na scenę wchodzi Lear z martwą Kordelią na rękach. Gdy widzi, że nie ma już ratunku, Lear umiera z żalu po córce. Umiera również Edmund od odniesionych w pojedynku ran. Albany oferuje władzę Kentowi i Edgarowi. Kent odmawia, Edgar nie odrzuca złożonej propozycji.

## Forma
Król Lear jest napisany wierszem i prozą. Wiersz to blank verse, czyli nierymowany pentametr jambiczny, to znaczy sylabotoniczny dziesięciozgłoskowiec, w którym akcenty padają na parzyste sylaby wersu. Gdzieniegdzie Szekspir stosuje aliterację.

## Przekłady
Król Lear należy do najczęściej tłumaczonych dramatów Szekspira. Na język polski przekładali go Stanisław Barańczak, Witold Chwalewik, Jerzy S. Sito, Władysław Tarnawski, Leon Ulrich, Józef Paszkowski, Zofia Siwicka, Andrzej Tretiak i Maciej Słomczyński. Fragment sztuki przełożył i wplótł do swojego Kordiana Juliusz Słowacki:
Chodź! oto szczyt, stój cicho... Zakręci się w głowie,

Gdy rzucisz wzrok w przepaści ubiegłe spod nogi...

Wrony przelatujące w otchłani półowie

Mało większe od żuków... a tam – na pół drogi

Czepia się ktoś... chwast zbiera... z ciężkiéj żyje pracy!...